# Leucocroton
Leucocroton é um género botânico pertencente à família Euphorbiaceae.

## Espécies
Composto por trinta espécies:
| - Leucocroton angustifolius - Leucocroton anomalus - Leucocroton bracteosus - Leucocroton brittonii - Leucocroton comosus - Leucocroton cordifolius - Leucocroton dictyophyllus - Leucocroton discolor - Leucocroton ekmanii - Leucocroton flavescens | - Leucocroton flavicans - Leucocroton havanensis - Leucocroton incrustatus - Leucocroton leprosus - Leucocroton linearifolius - Leucocroton longibracteatus - Leucocroton microphyllus - Leucocroton moaensis - Leucocroton moncadae - Leucocroton obovatus | - Leucocroton pachyphylloides - Leucocroton pachyphyllus - Leucocroton pallidus - Leucocroton revolutus - Leucocroton sameki - Leucocroton saxicola - Leucocroton stenophyllus - Leucocroton subpeltatus - Leucocroton virens - Leucocroton wrightii |

## Nome e referências
Leucocroton Griseb.